# Trận Kulikovo
Trận Kulikovo năm 1380 giữa quân Mông Cổ của Hãn quốc Kim Trướng và các Công quốc Nga là 1 trận chiến quan trọng đã làm thay đổi lịch sử nước Nga.
Sức mạnh và quyền lực của Công quốc Moskva ngày càng tăng chi phối các lãnh địa khác ở nước Nga đang nằm dưới sự cai trị của Mông Cổ. Cùng với sự từ chối cống nạp của Moskva đã trở thành lý do chủ yếu cho Mã Mạch, một thủ lĩnh của Hãn quốc Kim trướng tổ chức tiến đánh nước Nga.
Cuối năm 1380, tất cả các lực lượng chính của Mã Mạch vượt qua sông Volga và dần dần tiến vào phía bắc để tụ họp với quân đồng minh của họ tại vịnh của dòng sông Oka. Vượt qua sông Oka, các lực lượng ô hợp của Nga đã tiến đến Kulikovo. Ngày 6 tháng 9, các trung đoàn của quân Nga đã tiến sát tới sông Don trên con đường cổ Dankovskaya. Các lực lượng Nga đã quyết định vượt sông Don để giáp chiến với quân Mông Cổ ở phía bên kia bờ. Vào đêm ngày 7 tháng 9, quân lính bắt đầu vượt sông và rạng sáng ngày 8 tháng 9 toàn bộ binh sĩ đã được tập hợp đầy đủ và bắt đầu triển khai thế trận tại lưu vực dòng sông, nơi mà quân đội của Mamai đang chốt giữ.
Sau những trận chiến ác liệt, quân của các lãnh địa Nga đã thắng lợi. Quân Mông Cổ tháo chạy. Chiến thắng tại trận Kulikovo đã thúc đẩy quá trình thống nhất đất nước Nga. Trong suốt triều vua Ivan III sau này, nước Nga thống nhất đã đạp đổ hoàn toàn ách thống trị của Hãn quốc Kim Trướng tại sông Ugra vào năm 1480.